# Districtul Don Sak
Don Sak (în thailandeză ดอนสัก) este un district (Amphoe) din provincia Surat Thani, Thailanda, cu o populație de 35.468 de locuitori și o suprafață de 460,9 km².